# Pretensión
La pretensión es una figura eminentemente procesal, que consiste en realizar una manifestación de voluntad ante el ente jurisdiccional, para hacer valer un derecho o pedir el cumplimiento de una obligación. Principalmente un acto jurídico que da lugar a la iniciación del proceso, pues esta manifestación se ve plasmada en la demanda del actor o demandante, quien en ejerciendo una acción legal pretende que el Juez le reconozca un derecho y se provea hacia el reo o demandado de manera coercitiva.
El acto jurídico de la manifestación de voluntad dirigida al Juez, la pretensión, sin lugar a dudas presupone la existencia de tres sujetos en una relación jurídica, los cuales son:
1. El Pretendiente (Actor o Demandante).
2. El Pretendido (Reo o Demandado).
3. El Ente con la Tutela Jurisdiccional (El Juez).

Así, la cuestión de la pretensión en los juicios contenciosos es evidente y clara, pues el demandante a través de esta manifiesta al Juez el derecho que tiene o la obligación que se le debe y que por comisión u omisión del demandado el vínculo jurídico no ha podido ser resuelto por las personas como tales. La cuestión es diferente en cuanto a los procesos de mera jurisdicción voluntaria, puesto que estos, no existe el demandado o pretendido, simplemente la pretensión se dirige al Juez para que este declare o reconozca un derecho y así pueda hacerse valer contra terceros.

## Características
Como toda figura procesal, se puede decir que la pretensión es titular de ciertas características muy propias de esta, entre las cuales podemos decir estas:
1. Es un acto jurídico.
2. Es una manifestación de voluntad.
3. Es un acto individualizado.
4. Es un derecho cierto y determinado.
5. Es un derecho subjetivo.